# 김상근 (축구 선수)
김상근(1995년 1월 9일 ~ )은 대한민국 수의 축구 선수로, 포지션은 수비수